# Comuna Mokrotîn, Jovkva
Mokrotîn (în ucraineană Мокротин) este o comună în raionul Jovkva, regiunea Liov, Ucraina, formată din satele Kopanka, Mokrotîn (reședința), Poleanî, Terniv și Vidrodjennea.

## Demografie
Componența lingvistică a comunei Mokrotîn
     Ucraineană (99,14%)
     Alte limbi (0,77%)
Conform recensământului din 2001, majoritatea populației comunei Mokrotîn era vorbitoare de ucraineană (99,14%), existând în minoritate și vorbitori de alte limbi.